# Dario Polman
Dario Polman (Arnhem, 5 augustus 1992) is een Nederlandse handbalspeler.

## Biografie
Polman begon zijn handbalcarrière bij Swift Arnhem. Na zes seizoenen bij Swift Arnhem vertrok Polman naar Bevo HC, waar het eerste seizoen landskampioen werd en de Supercup ten koste van Volendam won. In 2016 vertrok Polman bij Bevo HC en ging spelen voor HSG Krefeld dat uitkwam in de Duitse 3. Liga. Na één seizoen keerde Polman weer terug naar Bevo HC.
Polman kwam tevens meermaals uit voor nationale jeugdselecties en het nationaal team.

## Privé
De tweelingzus van Dario Polman is handbalinternational Estavana Polman. In 2020 gaf Polman in De Limburger aan dat hij biseksueel is en is met een vriend.